# Jogoyasan
Jogoyasan is een bestuurslaag in het regentschap Magelang van de provincie Midden-Java, Indonesië. Jogoyasan telt 1741 inwoners (volkstelling 2010).